# Борнедаль, Уле
Уле Борнедаль (дат. Ole Bornedal; род. 26 мая 1959, Нёрресуннбю, Ольборг) —  датский кинорежиссёр, сценарист, продюсер и монтажёр. Лауреат многочисленных кинофестивалей.

## Биография
Родился в 1959 году.
Окончив школу, безуспешно пытался поступить в Национальную киношколу Дании. 
После завершения образования в Копенгагенском университете работал на телевидении. В 1992 году возглавил департамент телевизионной драмы.
Стал известен благодаря своему дебютному фильму «Ночное дежурство» в некоторых вариантах перевода "Ночной сторож" . Интерес к его работе был настолько высок, что три года спустя режиссёр был приглашён в Голливуд для съёмок ремейка, носящего такое же название.  Затем в 1999 году снял телефильм "Глубокие воды". 
Драматическая кинолента «Я — Дина», снятая Борнедалем в 2002 году при участии Марии Бонневи и  Жерара Депардье, была номинирована на Amanda Awards как лучший фильм года.
В 2001 году создал свой театр.
В 2014 году Уле выступил создателем исторического телесериала «1864», выпущенного на датском национальном телеканале DR1.
Продолжает работать как на родине, так и в Штатах.

## Личная жизнь
От предыдущих отношений у него четверо детей  (Клаудия, Фанни, Петер и Йохан). С 2012 года женат на актрисе Хелли Факрайд (род. 1976).

## Фильмография

### Режиссёр
- Ночное дежурство (1994)
- Ночное дежурство (1997)
- Глубокие воды (ТВ, 1999)
- Я — Дина (2002)
- Замена (2007)
- История чужой любви (2007)
- Избави нас от лукавого (2009)
- Шкатулка проклятия (2012)
- 1864 (мини-сериал) (2014)[5]
- Убийцы из Нибе (2017)
- Пока я живу (ТВ, 2018)
- Тень в моих глазах (2021)
- Ночной сторож: Демоны передаются по наследству (2023)

### Сценарист
- Ночное дежурство (1994)
- Глубокие воды (ТВ, 1999)
- Я — Дина (2002)
- Замена (2007)
- История чужой любви (2007)
- Избави нас от лукавого (2009)
- 1864 (мини-сериал) (2014)
- Убийцы из Нибе (2017)
- Пока я живу (ТВ, 2018)
- Тень в моих глазах (2021)
- Ночной сторож: Демоны передаются по наследству (2023)

### Продюсер
- Мутанты (1997)
- 1864 (2014)
- Убийцы из Нибе (2017)
- Пока я живу (ТВ, 2018)
- Тень в моих глазах (2021)